# Militair gouverneur van Parijs

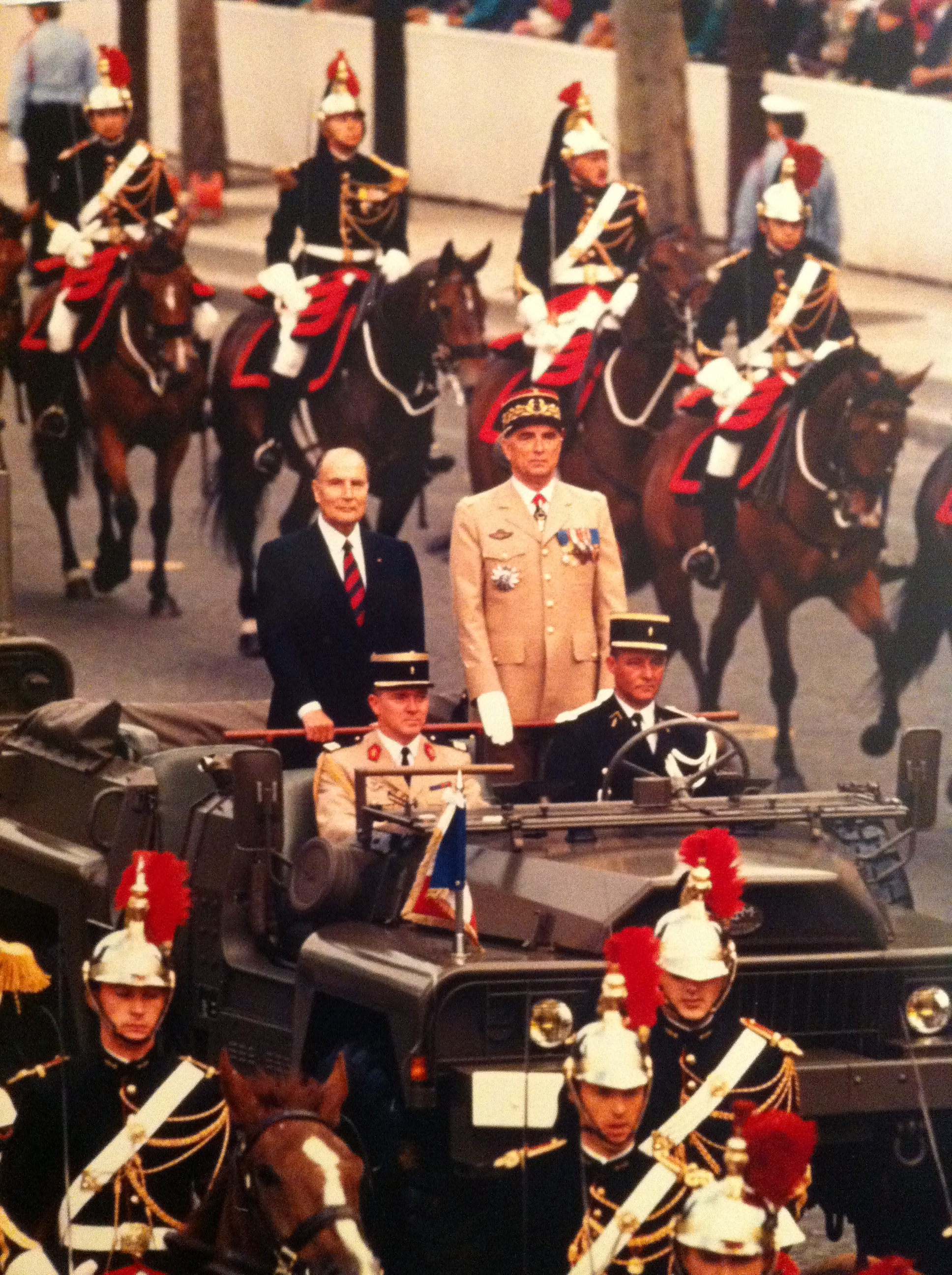
Franse president François Mitterrand en militair gouverneur van Parijs Hervé Navereau tijdens de militaire parade van de Franse nationale feestdag in 1989

De Militair gouverneur van Parijs (Frans: Gouverneur militaire de Paris) is de commandant van de strijdkrachten in Parijs.

## Lijst van gouverneurs

### Gouverneurs van Parijs onder het Ancien Régime
- Louis I d'Anjou: 1356-1357
- Guillaume de Courcy: 1404
- Jean de Berry: 1411

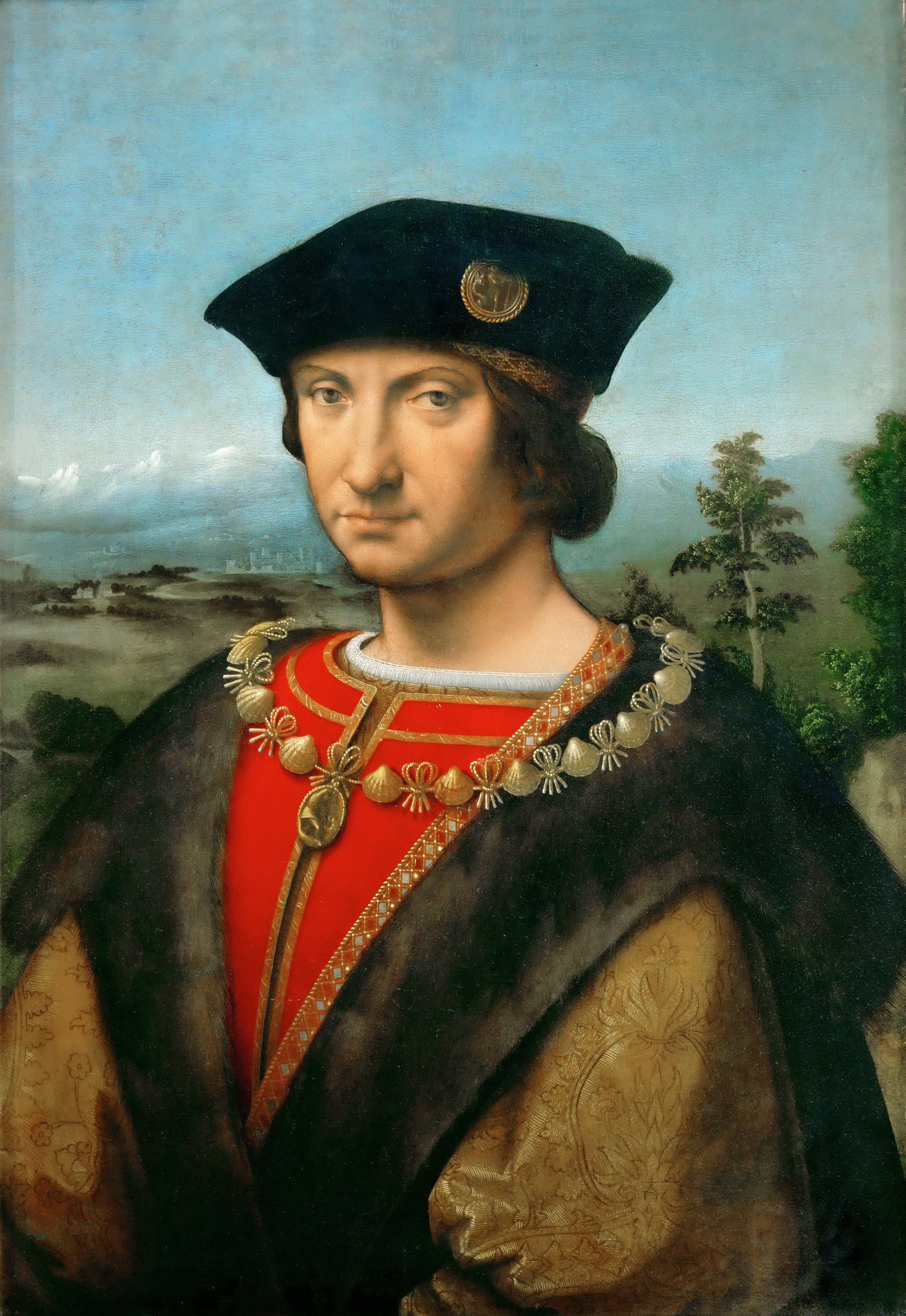
Charles II d'Amboise de Chaumont, gouverneur van Parijs van 1493 tot 1496

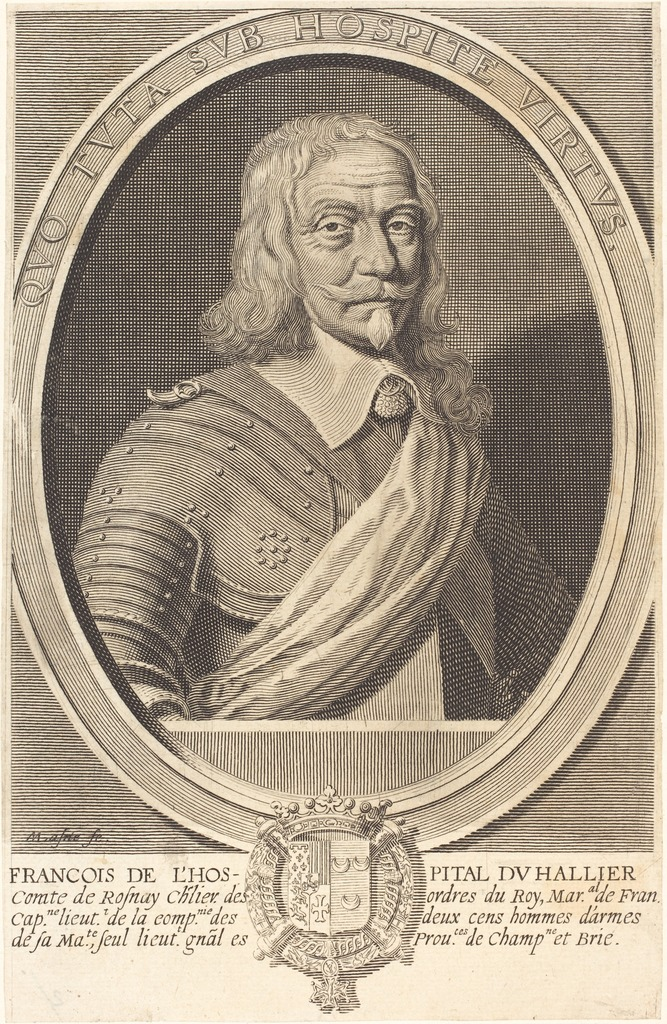
François de L'Hospital, gouverneur van Parijs van 1648 tot 1657

- Waléran III de Luxembourg-Ligny: 1411-1413
- Jean II de Luxembourg-Ligny: 1418-1420
- Maarschalk Jean de La Baume: 1422-142.
- Jean de Villiers: 1429-14..
- Philippe de Ternant: 14..-14..
- Jacques de Villiers: 1461
- Charles d'Artois: 1465
- Charles de Melun: 1465-1467
- Charles I d'Amboise: 1467-1470
- Charles de Gaucourt: 14..-1472
- Antoine de Chabannes: 1472-147.
- Guillaume de Poitiers: 1478-14..
- Louis d'Orléans: 1483-1485
- Antoine de Chabannes: 1485-1488
- Gilbert de Montpensier: 14..-1494
- Charles II d'Amboise: 1493-1496
- Antoine de La Rochefoucauld: 15..-15..
- Maarschalk Paul de Thermes: 1559-1562
- Maarschalk Charles I de Cossé: 1562-1563
- Maarschalk François de Montmorency: 15..-1572
- René de Villequier: 1580
- François d'O: 158.-1589
- Charles-Emmanuel de Savoie: 1589-1590
- Jean-Francois de Faudoas: 1590-1594
- Maarschalk Charles II de Cossé: 1594
- François d'O: 1594
- Charles du Plessis-Liancourt: 1616[1]
- Hercule de Rohan: 1643-16..
- Maarschalk François de L'Hospital: 1648-1657
- Maarschalk Duc de Bournonville: 1657-1662
- Maarschalk Antoine d'Aumont: 1662-1669
- Gabriel de Rochechouart: 1669-1675
- Charles III de Créquy: 1676-1687
- Léon Potier: 1687-1704
- Duc de Tresmes: 1704-1739
- Bernard Potier: 1739-1757
- Charles Louis d'Albert: 1757-1771
- Maarschalk Jean de Cossé-Brissac: 1771-1780
- Maarschalk Louis de Cossé-Brissac: 1780-1791

### Algemene bevelhebbers van de strijdkrachten in Parijs
- Generaal Louis d'Affry: 1791-1792

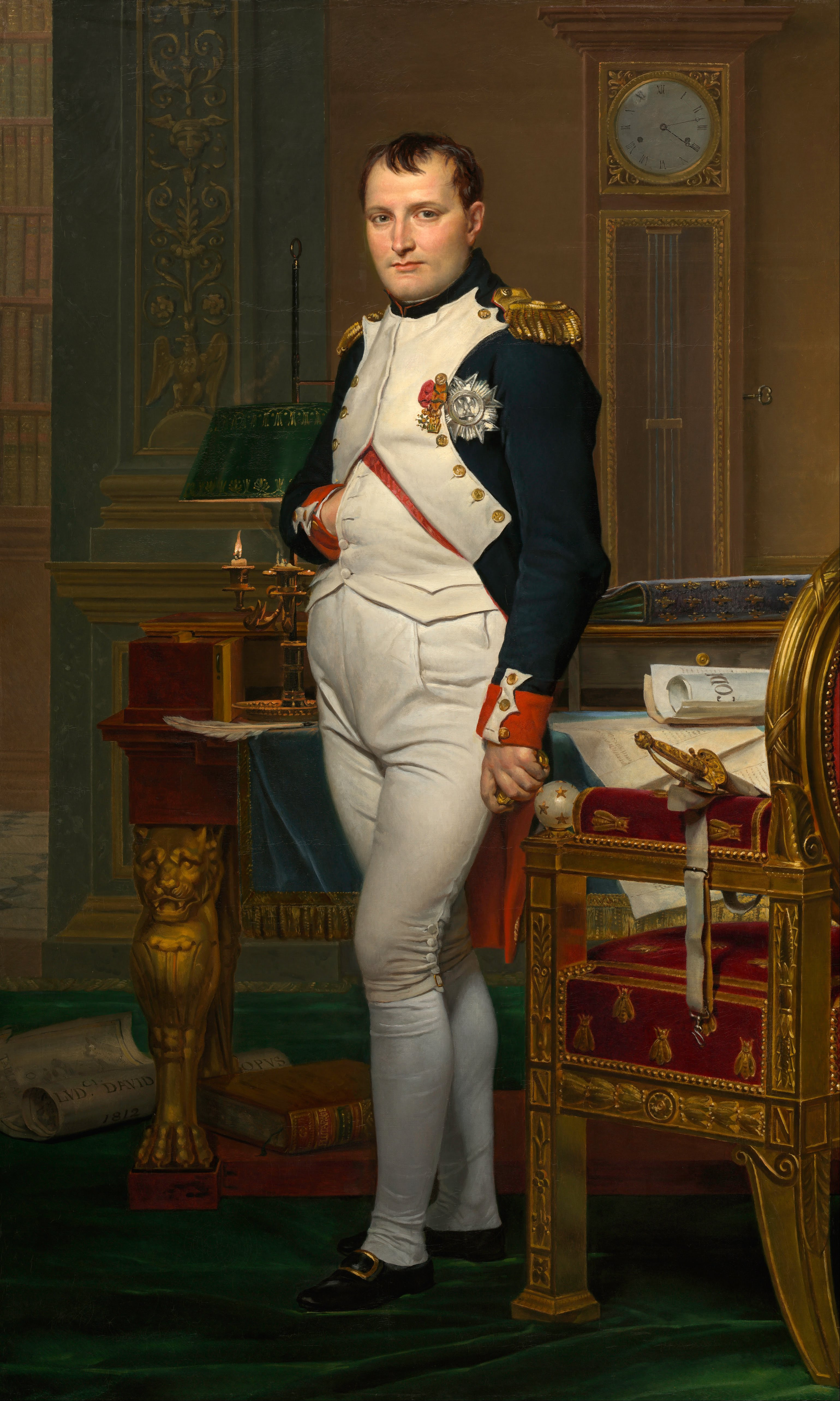
Generaal Napoleon Bonaparte, bevelhebber van de strijdkrachten in Parijs van 1795 tot 1796

- Generaal Jacques-François de Menou: 1792-1794
- Generaal Jean Thierry: 1794-1795
- Generaal Jacques-François de Menou: 1795
- Generaal Paul de Barras: 1795
- Generaal Napoleon Bonaparte: 1795-1796
- Generaal Jacques Hatry: 1796-1797
- Generaal Pierre Augereau: 1797
- Generaal Louis Lemoine: 1797
- Generaal Jean-François Moulin: 1797-1798
- Generaal Joseph Gilot: 1798-1799
- Generaal Barthélemy Catherine Joubert: 1799
- Generaal Jean-Antoine Marbot: 1799
- Generaal François Joseph Lefebvre: 1799-1800
- Generaal Édouard Mortier: 1800-1803
- Generaal Jean-Andoche Junot: 1803-1804

### Militair gouverneurs van Parijs
- Generaal Joachim Murat: 1804-1805[2]

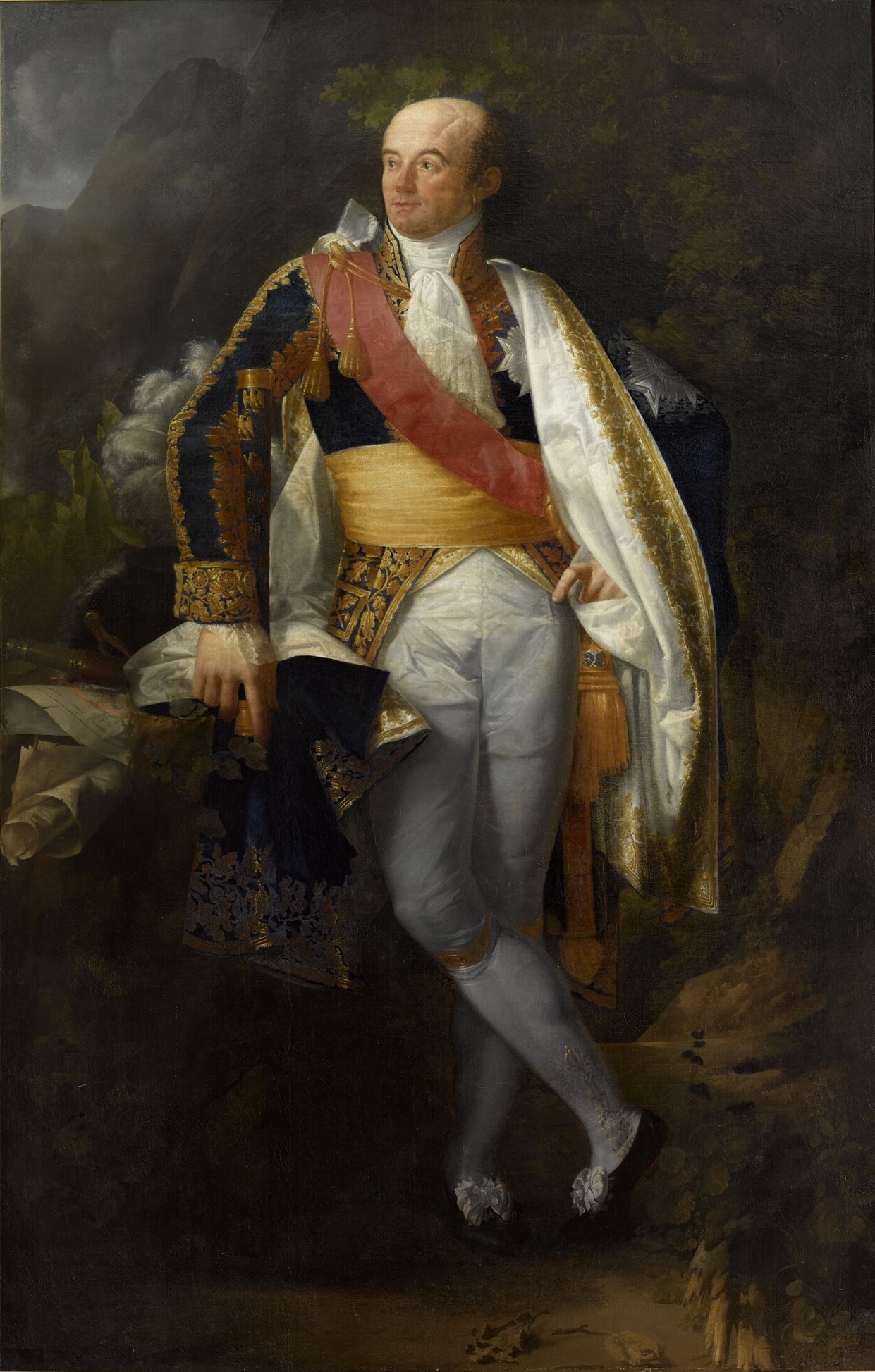
Maarschalk Dominique-Catherine de Pérignon, militair gouverneur van Parijs van 1816 tot 1819

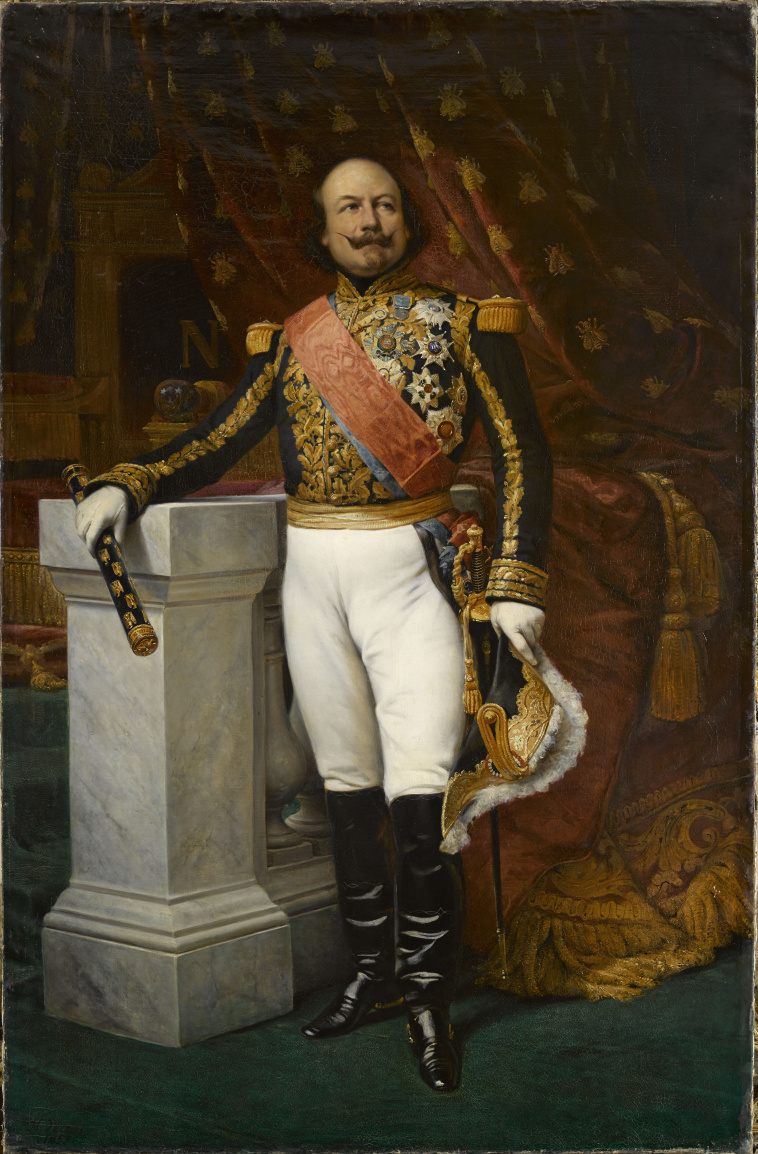
Maarschalk François Certain de Canrobert, militair gouverneur van Parijs van 1865 tot 1870

- Prins Lodewijk Bonaparte: 1805-1806
- Maarschalk Joachim Murat: 1806
- Generaal Jean-Andoche Junot: 1806-1807
- Generaal Pierre-Augustin Hulin: 1807-1814
- Generaal Louis de Rochechouart: 1814
- Generaal Louis Sébastien Grundler: 1814-1815
- Generaal Nicolas Joseph Maison: 1815
- Generaal Pierre-Augustin Hulin: 1815 (Honderd Dagen)
- Maarschalk André Masséna: 1815
- Generaal Nicolas Joseph Maison: 1815
- Generaal Hyacinthe Despinoy: 1815-1816
- Maarschalk Dominique-Catherine de Pérignon: 1816-1818
- Generaal Nicolas Joseph Maison: 1819-1821
- Maarschalk Auguste de Marmont: 1821-1830
- Generaal Claude Pierre Pajol: 1830-1842
- Generaal Tiburce Sébastiani: 1842-1848
- Generaal Nicolas Changarnier: 1848-1851
- Generaal Achille Baraguey d'Hilliers: 1851
- Maarschalk Bernard Pierre Magnan: 1851-1865
- Maarschalk François Certain de Canrobert: 1865-1870
- Maarschalk Achille Baraguey d'Hilliers 1870
- Generaal Louis Jules Trochu: 1870-1871
- Generaal Joseph Vinoy: 1871
- Generaal Paul de Ladmirault: 1871-1878
- Generaal Édouard Aymard: 1878-1880
- Generaal Justin Clinchant: 1880-1881
- Generaal Alphonse Lecointe: 1882-1884
- Generaal Félix Gustave Saussier: 1884-1898
- Generaal Émile Zurlinden: 1898-1899
- Generaal Henri Brugère: 1899-1900
- Generaal Georges-Auguste Florentin: 1900-1901
- Generaal Paul-Vincent Faure-Biguet: 1901-1903
- Generaal Jean Dessirier: 1903-1906
- Generaal Jean Baptiste Dalstein: 1906-1910
- Generaal Michel Maunoury: 1910-1912
- Generaal Victor-Constant Michel: 1912-1914
- Generaal Joseph Gallieni: 1914-1915
- Generaal Michel Maunoury: 1915-1916
- Generaal Auguste Dubail: 1916-1918
- Generaal Adolphe Guillaumat: 1918
- Generaal Charles Emile Moinier: 1918-1919
- Generaal Pierre Berdoulat: 1919-1923
- Generaal Henri Gouraud: 1923-1937
- Generaal Gaston Billotte: 1937-1939
- Generaal Pierre Héring: 1939-1940
- Generaal Henri Dentz: 1940

### Duitse bezetting
- Generaal Otto von Stülpnagel
- Generaal Carl-Heinrich von Stülpnagel
- Generaal Dietrich von Choltitz

### Militair gouverneurs van Parijs sinds 1944
- Generaal Philippe Leclerc: 1944

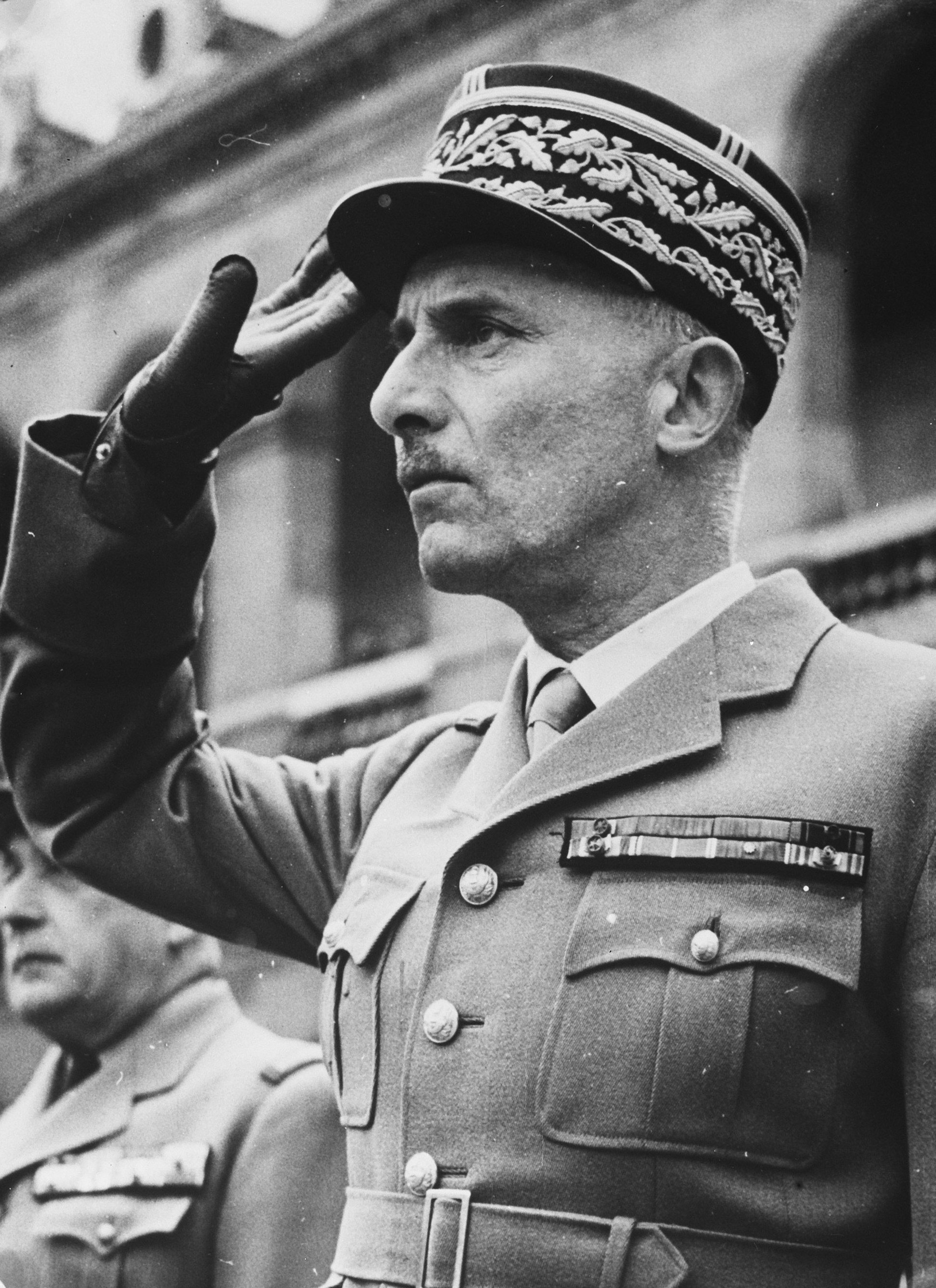
Generaal Henri Zeller, militair gouverneur van Parijs van 1953 tot 1957

- Generaal Marie-Pierre Kœnig: 1944-1945
- Generaal Paul Legentilhomme: 1945-1947
- Generaal René Chouteau: 1947-1953
- Generaal Henri Zeller: 1953-1957
- Generaal Louis-Constant Morlière: 1957-1958
- Generaal Pierre Garbay: 1958-1959
- Generaal Raoul Salan: 1959-1960
- Generaal Maurice Gazin: 1960
- Generaal André Demetz: 1960-1962
- Generaal Louis Dodelier: 1962-1965
- Generaal Philippe de Camas: 1965-1968
- Generaal André Meltz: 1968-1971
- Generaal Bernard Usureau: 1971-1973
- Generaal Philippe Clave: 1973-1975
- Generaal Jean Favreau: 1975-1977
- Generaal Jacques de Barry: 1977-1980
- Generaal Jeannou Lacaze: 1980-1981
- Generaal Roger Périer: 1981-1982
- Generaal Alban Barthez: 1982-1984
- Generaal Michel Fennebresque: 1984-1987
- Generaal Hervé Navereau: 1987-1989
- Generaal Daniel Valéry: 1991-1992
- Generaal Michel Guignon: 1992-1996
- Generaal Michel Billot: 1996-2000
- Generaal Pierre Costedoat: 2000 - 31 oktober 2002
- Generaal Marcel Valentin: 1 november 2002 - 31 juli 2005[3]
- Generaal Xavier de Zuchowicz: 1 augustus 2005 - 31 juli 2007[4]
- Generaal Bruno Dary: 1 augustus 2007 - 31 juli 2012[5]
- Generaal Hervé Charpentier: 1 augustus 2012 - 30 juli 2015[6]
- Generaal Bruno Le Ray: 31 juli 2015 - 30 juli 2020[7]
- Generaal Christophe Abad: 31 juli 2020[8]